# Kei Marumo
Kei Marumo, född den 6 mars 1992 i Osaka, är en japansk konstsimmare.
Hon tog OS-brons i lagtävlingen i samband med de olympiska tävlingarna i konstsim 2016 i Rio de Janeiro..